# Floretina
La floretina és una dihidrocalcona, un tipus de fenol natural. Es pot trobar en algunes plantes, com a les fulles de les pomeres, i s'ha utilitzat en aliments com a potenciador del sabor.

## Farmacologia
La floretina inhibeix el transport actiu de glucosa a les cèl·lules mitjançant transportador SGLT1 i SGLT2 de sodi / glucosa, encara que la seva inhibició és més feble que la produïda pel seu derivat de floricina. Administrada per via oral, la floricina es converteix gairebé completament en floretina pels enzims hidrolítics de l'intestí prim. Un efecte important d'això és la inhibició de la captació de glucosa a l'intestí prim i la inhibició de la reabsorció renal de la glucosa. La floretina també inhibeix diversos transportadors d'urea. Indueix una pèrdua d'urea i diürètic quan es combina amb dietes riques en proteïnes.

## Biosíntesi i metabolisme
La floretina es produeix de la mateixa manera que la calcona: una molècula de 4-cumaroil-CoA reacciona amb 3 molècules de malonil-CoA, una reacció catalitzada per l'enzim narinxinina-calcona sintasa.
La floretina hidrolasa utilitza floretina i aigua per produir floretat i floroglucinol.